# مینئو
مینئو (به ایتالیایی: Mineo) یک کومونه در ایتالیا است که در استان کاتانیا واقع شده‌است.

## خصوصیات
مینئو ۲۴۴ کیلومترمربع مساحت و ۵٬۴۳۲ نفر جمعیت دارد و ۵۱۱ متر بالاتر از سطح دریا واقع شده‌است.

## خواهرخوانده
شهر Unieux خواهرخواندهٔ مینئو هست.